# Ministero degli affari esteri (Islanda)
Il Ministero degli affari esteri (in islandese Utanríkisráðuneytið) è un dicastero del governo islandese responsabile della politica estera, delle missioni diplomatiche, del commercio estero e dei rapporti con le organizzazioni internazionali.
L'attuale ministro è Þorgerður Katrín Gunnarsdóttir, in carica dal 21 dicembre 2024.
Il Ministero degli affari esteri si occupa anche della sicurezza nazionale e delle politiche di difesa dell'Islanda.